# Henric Wiman
Henric Wiman, född 19 januari 1872 i Barlingbo, Gotlands län, död 19 april 1958 i Visby, var en svensk bankdirektör.

## Biografi
Wiman var son till lantbrukaren Jacob Wiman och Elisabeth Kahl. Han tog realskolexamen och gick på lantmannaskola. Wiman var styrelseledamot i AB Gotlands Bank i Visby 1907, verkställande direktör 1918–1937 och sedan styrelsens vice ordförande. Han var verkställande direktör i Nya AB Visby Bryggeri från 1910. Wiman var styrelseordförande i Ångfartyg AB Gotland, styrelseledamot i AB Visby stadshotell, AB Snäckgärdsbaden och Gotlands Allehandas Tryckeri AB.
Wiman var ordförande i drätselkammaren och i Mellersta Gotlands Andelsmejeri samt vice ordförande i Gotlands Järnvägs AB och Gotlands läns hushållningssällskap. Han var ordförande i kristidsstyrelsen i Gotlands län. Henric Wiman är begravd på Östra kyrkogården i Visby.
Wiman gifte sig 1897 med Alva Hederstedt (född 1872), dotter till lantbrukaren Gustav Hederstedt och Heléne Nilson. Han var far till bankdirektören Malte Wiman (1899–1963) och vicekonsul Kjell Wiman (1906–1990).

## Utmärkelser
- Kommendör av Vasaorden (KVO)[4]